# César De Paepe

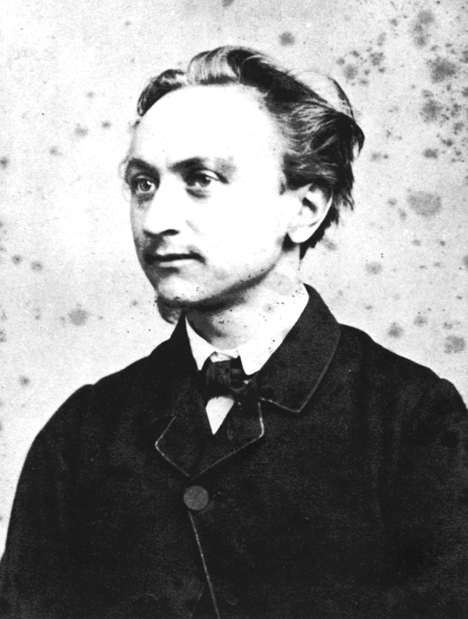
César de Paepe, ca. 1880

César Aimé Désiré De Paepe (* 12. Juli 1841 in Ostende, Belgien; † 19. Dezember 1890 in Cannes, Frankreich) war ein belgischer Arzt, Jurist und Mitglied der Ersten Internationalen. Er gilt als Pionier des belgischen Sozialismus.
„César De Paepe gilt gemeinsam mit Michail Bakunin als Begründer des kollektivistischen Anarchismus, deren Idee beide unabhängig voneinander erstmals im Jahre 1866 formulierten“.
De Paepe spielte ab der zweiten Hälfte des 19. Jahrhunderts eine stets größer werdende Rolle in der sozialistischen Bewegung. Den Theorien Proudhons zum großen Teil treu bleibend, tendierte er zeitweise mehr zu den Standpunkten von Karl Marx. Durch seine Versöhnungsversuche zwischen Anarchisten und Marxisten isolierte er sich in der sozialistischen Bewegung.

## Leben

### Frühes Leben
César De Paepe studierte am Sint-Michielscollege in Brüssel Medizin. In seiner Jugend war er bereits ein Anhänger des französischen Anarchisten Pierre-Joseph Proudhon und stark von der Freidenkerbewegung beeinflusst. Nach dem Tod seines Vaters 1860 war er gezwungen sein Studium aufzugeben, um seine Familie finanziell zu unterstützen. In dieser Zeit arbeitete er als Typograph. Erst nach einigen Jahren konnte er sein Studium, zwischen 1865 und 1872, wieder aufnehmen und studierte Rechtswissenschaften an der Freien Universität Brüssel. Als respektierter Arzt setzte er sich für die Arbeiter ein und sorgte mit kostenlosen Medikamenten und Betreuung für die finanziell Schwächsten. De Paepe engagierte sich bei der ersten demokratischen Bewegung in Belgien, Vlamingen vooruit (Flamen voraus) und der Organisation „Solidaires“.

### Sozialist
In Brüssel gründete er 1860 die sozialistische Vereinigung Le Peuple Association de la Democratie militante (dt.: Volksvereinigung der militanten Demokratie). De Paepe, befreundet mit Ferdinand Domela Nieuwenhuis, bezeichnete sich erstmals 1863 öffentlich als Anarchist.
Die sozialen Unterschiede zwischen der Herrschenden und Besitzenden Minderheit und der Besitzlosen Mehrheit der Arbeiterklasse waren für ihn die Ursache, dass die arbeitende Bevölkerung zur „militärischen Sklaverei“ verurteilt war. Nach der Entstehung der Ersten Internationale vertrat er Le Peuple auf den verschiedenen Kongressen. Auf dem 2. Kongress der Internationale, 1867 in Lausanne, wies er auf die Konsequenzen der Gegenseitigkeit hin; ausgehend von selbstständigen Arbeitern, Assoziationen und Kooperationen, die unabhängig von übergeordneten Institutionen geleitet werden sollten. Ein Jahr später, auf dem Kongress der Internationalen Arbeiterassoziation, Brüssel 1868, vertrat er die Meinung, dass das Recht auf Grundeigentum nicht den Assoziationen und Kooperationen überlassen werden könnte und auch nicht dem Staat. Seiner Theorie nach, mit einem Hinweis auf Michail Bakunin, sollte der Besitz von Landgütern der „Dorfgemeinschaft“, den „agrarischen Kommunen“ gehören. Da Bakunin selbst nicht auf dem Kongress anwesend war, las De Paepe einen Brief von ihm vor, worin Bakunin sich für den gemeinschaftlichen Besitz von Bodeneigentum aussprach, d. h. wenn die „Gemeinschaft“ vertreten würde durch eine Föderation von freien Kommunen. Der Kongress billigte das Kollektiveigentum an Land und Produktionsmitteln, enthielt sich allerdings jeglicher Aussage über den Föderalismus. Resolut setzte sich De Paepe dafür ein, dass der Bergbau, der Schienenverkehr und die Steingruben in Besitz eines „Neuen Staates“ kommen sollten, der das Gleichheitsprinzip bewahrte. Dies stieß auf heftigen Protest der Anarchisten; sie sahen diesen Vorschlag als „groben Kommunismus“ an. Dieser heikle Punkt wurde auf den nächsten Kongress verschoben.
Auf dem 3. Kongress der Antiautoritären Internationale in Brüssel 1874, verteidigte De Paepe die Theorie, dass der „neue soziale Staat“ aus einer Föderation von Kommunen bestehen sollte. Als Anarchist war er nicht der Meinung, dass der Staat direkt abgeschafft werden müsste. Die Überwindung des Staates stellte er sich im Gegensatz zu Michail Bakunin als eine Umformung vor, wobei der Staat in eine dezentralisierte Föderation umgestaltet werden könnte. Auf dem gleichen Kongress in 1876 war eine belgische Delegation vertreten die feststellte, dass in Belgien das Interesse am Anarchismus zurückgegangen war und stets mehr Arbeiterorganisationen sich dem Staat zuwendeten. De Paepe kam mit einer Zwischenlösung: er schlug einen föderativen Staat vor. Als Befürworter von sozialen Gesetzen war er für die Abschaffung der Kinderarbeit. In 1877 war in Gent ein Kongress von überwiegend sozialdemokratischen Delegierten, auch hier sprach De Paepe und zwei Jahre später in Paris auf dem ersten Kongress der Zweite Internationale. Hauptsächliche Themenpunkte waren soziale Gesetze für die Arbeiter und die Überwindung des Staates.
Mit Louis Bertrand errichtete De Paepe 1877 die Brabantse Socialistische Partij diese Partei schmolz später mit der Belgischen Werkliedenpartij (BWP) zusammen. 1879 versuchte César De Paepe die Anarchisten und Marxisten zu vereinigen in der Parti Socialiste Belge. Dieser Versuch scheiterte, erst 1885 wurden die Sozialisten in der Belgischen Werkliedenpartij vereinigt.
De Paepe setzte sich für das allgemeine Wahlrecht in Belgien ein. Drei Jahre vor der Einführung des allgemeinen Wahlrechts starb De Paepe im Alter von 48 Jahren an Tuberkulose.
Der Sohn von Ferdinand Domela Nieuwenhuis, Cezar Domela Nieuwenhuis, verkaufte Briefe von César De Paepe an seinen Vater an das damalige Marx-Engels-Institut in Moskau. Die Briefe befinden sich heute im Fond 208 des RGA. Marx widmete ihm 1868 eine Erstausgabe von Das Kapital und 1869 den achtzehnten Brumaire des Louis Bonaparte.

## Werke
- De l'organisation des services publics dans la société future. Mémoire présenté au Congrès de Bruxelles au nom de la section bruxelloise.  Brismée, Bruxelles 1874.
- Over de ziektens den schoenmaker eigen en de oorzaken zijner vroegtijdige dood. Opgedragen aan het Schoenmakerskongres gehouden te Antwerpen den 1 en 2 november 1873. Alph. Schuybroek, Antwerpen 1874.
- Almanach de l'ami du peuple pour 1876. Victor Mathaiwe, Liege 1875.
- L'administration et le collectivisme. Paris 1885.
- Ferdinand Lassalle: Monsieur Bastiat-Schulze de Delitzsch ou Capital & Travail. Traduit de l'allemand par Eugène Monti. Avec une préface et une biographie de Lassalle par le Dr. César De Paepe. Kistemaeckers, Bruxelles 1881
- Le suffrage universel et la capacité politique de la classe ouvrière. Appel aux travailleurs belges à l'occasion de la manifestation du 10 août. Gand, Foucaert 1890.
- Les Services publics. Précédés de deux essais sur le collectivisme. Milot, Bruxelles 1895. (=Bibliothèque populaire 2)
- Discours du citoyen César De Paepe. Prononcé à Patignies (Namur) en 1863. Brismée, Brussel 1898. Digitalisat